# 伊赫列克·拉杰卜
伊赫列克·拉杰卜（阿塞拜疆语：İhrək Rəcəb；1680年，萨非王朝希尔万贝伊勒贝伊辖区伊赫列克村 — 1760年）是一位阿塞拜疆鲁图尔族诗人，以阿塞拜疆语写作。。

## 创作
爱情诗在伊赫列克的创作中占据主导地位，这些诗篇献给了一位名叫胡莉的姑娘。她来自希纳兹村，是诗人一生挚爱。但她的父母拒绝了拉杰卜，并将女儿嫁给了一个有钱人。在亲身经历的印象下创作的这些爱情诗充满了尖锐的戏剧性。雷杰布的爱情诗分为几个系列：专注于自省的诗歌；描述爱人但不揭示自我情感的作品；既进行自我揭示又歌颂爱人的诗歌；通过自己对爱人的态度来揭示自我生存境遇的作品。
属于第一组的有《我想说》、《这就是我》、《我》等。在这些诗中，抒情主人公的状态被反复咏叹，伴随着悲伤和忧郁。属于第一组的作品特点是缺乏鲜明突出的对象——爱人仿佛消融在时间和空间中。